# Titularbistum Sophene
Sophene (ital.: Sofene) ist ein ehemaliges Titularbistum der römisch-katholischen Kirche.
Es geht zurück auf einen untergegangenen Bischofssitz in der gleichnamigen antiken Landschaft, die in der römischen Provinz Mesopotamia lag. Der Bischofssitz war der Kirchenprovinz Amida zugeordnet.
| Titularbischöfe von Sophene |                              |                                                                          |                  |                  |
| Nr.                         | Name                         | Amt                                                                      | von              | bis              |
| 1                           | Joseph-Marie Lavest MEP      | Prälat von Kuamsi (China)                                                | 26. April 1900   | 23. August 1910  |
| 2                           | Joseph Schrembs              | Weihbischof in Grand Rapids (USA)                                        | 8. Januar 1911   | 11. August 1911  |
| 3                           | Ricardo Sepúlveda Hermosilla | Apostolischer Administrator von Temuco Weihbischof in Concepción (Chile) | 18. Oktober 1911 | 9. Juni 1934     |
| 4                           | Julio Campero y Aráoz        | emeritierter Bischof von Salta (Argentinien)                             | 22. Juni 1934    | 19. Februar 1938 |
| 5                           | Eduard Graf O’Rourke         | emeritierter Bischof von Danzig (Freie Stadt Danzig)                     | 13. Juni 1938    | 27. Juni 1943    |
| 6                           | Miguel Ángel García y Aráuz  | Weihbischof in Guatemala (Guatemala)                                     | 16. Mai 1944     | 11. April 1951   |
| 7                           | Bolesław Kominek             | Weihbischof in Breslau (Polen)                                           | 26. April 1951   | 1. Dezember 1956 |
| 8                           | Patrick Harmon Shanley OCD   | Prälat von Infanta (Philippinen)                                         | 17. Februar 1953 | 2. Januar 1970   |